# José Luis Mendilibar
José Luis Mendilibar Etxebarria (Zaldívar, Vizcaya, 14 de marzo de 1961) es un exfutbolista y entrenador español. Jugaba en la posición de delantero. Actualmente es entrenador del Olympiacos de la Superliga de Grecia, resultando campeón de la Liga Conferencia de la UEFA por primera vez en la historia del club de un título internacional en 2024. También logró la séptima Liga Europa de la UEFA del Sevilla F. C. en 2023.

## Trayectoria como jugador
Se inició como futbolista en las filas de la Cultural Durango. En 1979 llegó al Bilbao Athletic, filial del Athletic Club. Militó en el Logroñés tres temporadas, hasta que en 1985 fichó por el Sestao Sport Club, equipo con el que jugó durante ocho temporadas en Segunda División. Su última temporada como futbolista, la 1993-94, la pasó en el Lemona.
Mendilibar nunca llegó a jugar con el primer equipo del Athletic Club, ni tampoco en Primera División.

## Trayectoria como entrenador
Inicios
Después de retirarse de los terrenos de juego, empezó a entrenar al C. D. Arratia (1994-96). Después pasó a las categorías inferiores del Athletic Club para dirigir a su equipo cadete (1996-97), C. D. Basconia (1997-99 y 2000-01) y Bilbao Athletic (1999-00). En 2001 fichó por el Aurrerá Vitoria, equipo en el que permanece una temporada.
U. D. Lanzarote
En 2002 llegó a la Unión Deportiva Lanzarote, equipo al que entrenaría durante dos temporadas, en las cuales compitió por el ascenso a Segunda División, pero cayó en la fase de ascenso. En la 2003-2004 completó la mejor temporada de la historia del club, quedando en 1.ª posición en la temporada regular.
S. D. Eibar
En 2004, Mendilibar fichó por el S. D. Eibar. Con este modesto equipo estuvo a punto de lograr el ascenso a Primera División, finalizando en 4.º puesto en la temporada 2004-05.
Athletic Club
Gracias a esa buena labor, el Athletic Club lo eligió para entrenar al equipo vizcaíno en la temporada 2005-06. Sin embargo, los malos resultados (obtuvo 6 puntos de 27 posibles) provocaron su destitución tras sólo 9 jornadas de Liga.
Real Valladolid
En el verano de 2006, el Real Valladolid se hizo con sus servicios, convirtiéndose en el ecuador del campeonato como líder destacado de Segunda División. Finalmente, el equipo blanquivioleta consiguió matemáticamente el ascenso a la Primera División a 8 jornadas de la conclusión de la Liga, llevándose ese mismo año el título de campeón de Segunda División y estableciendo un nuevo récord de puntuación (88).
En junio de 2009, el entrenador vasco participó en el IV Clínic de Entrenadores de Lanzarote junto a Josep Guardiola y Unai Emery.
El 1 de febrero de 2010, tras dos temporadas en las que mantuvo al equipo pucelano en la élite; José Luis fue destituido como entrenador del Real Valladolid, siendo sustituido por Onésimo Sánchez, preparador del filial. Sin embargo, el cambio de técnico no surtió efecto y el equipo pucelano descendió.
C. A. Osasuna
El 14 de febrero de 2011, Mendilibar volvió a los banquillos de la mano del Club Atlético Osasuna. El 21 de mayo consiguió la permanencia del equipo en Primera División, finalizando en el noveno lugar de la tabla clasificatoria tras la victoria frente al Villarreal CF por 1-0 en el Estadio Reyno de Navarra.
Así, Mendilibar siguió al frente del equipo navarro en la temporada 2011-12. Tras alcanzar la cifra de 43 puntos, el 30 de marzo de 2012 se anunció la renovación del técnico vizcaíno por un año más. Osasuna terminó la campaña séptimo, a un solo punto de entrar en competiciones europeas.
En la temporada 2012-13, tras sufrir un comienzo muy negativo, poco a poco Osasuna fue remontando y terminó obteniendo la permanencia a falta de una jornada para el final, lo que supuso una nueva renovación para Mendilibar. Pero otro mal arranque en la Liga 2013-14 (3 derrotas en 3 partidos) acabó con el despido del técnico vizcaíno.
Levante U. D.
El 29 de mayo de 2014, el Levante comunicó un principio de acuerdo para la contratación de Mendilibar como nuevo entrenador. Fue cesado el 20 de octubre de 2014, tras ocho jornadas de Liga en las que sólo ganó un partido, empató dos y perdió cinco, dos de los cuales de forma contundente (0-5).
S. D. Eibar
El 30 de junio de 2015, Mendilibar volvió a la S. D. Eibar. Tuvo un inicio sorprendente al frente del conjunto vasco, situándose en posiciones europeas en las primeras jornadas de Liga. No pudo mantener el ritmo de los primeros clasificados, pero terminó obteniendo la permanencia a falta de tres jornadas para terminar el campeonato y fue renovado por otra temporada. En su segundo curso en el banquillo de Ipurúa, Mendilibar logró llevar al conjunto armero a un solvente décimo puesto en la Liga. El 2 de mayo de 2018, tras volver a mantener al Eibar en la élite, firmó su renovación por una temporada más. En el verano de 2020 rubricó una nueva renovación de su contrato, con lo cual cumplió seis años en el banquillo del Eibar, que continuó nuevamente en Primera División. Finalmente, el 25 de mayo de 2021, tras consumarse el descenso del equipo armero a Segunda División, el club anunció que Mendilibar no iba a continuar.
Deportivo Alavés
El 28 de diciembre de 2021, se hizo oficial su fichaje por el Deportivo Alavés hasta junio de 2022. Sin embargo, fue destituido el 4 de abril de 2022, tras conseguir una victoria, cuatro empates y siete derrotas en sus 12 partidos al mando del equipo babazorro.
Sevilla F. C.
El 21 de marzo de 2023, sustituyó a Jorge Sampaoli en el banquillo del Sevilla F. C. hasta el final de la temporada con el objetivo de lograr la permanencia. El 14 de mayo, con la victoria ante el Real Valladolid por 0 a 3, se convirtió en el primer entrenador en la historia del Sevilla en ganar cuatro partidos seguidos a domicilio con la portería a 0 en Liga. Asimismo, también logró llevar al Sevilla a la final de la Europa League, final que conseguiría ganar ante la Roma de José Mourinho, consiguiendo su primer título internacional como entrenador y ser el más veterano en conseguirlo, además de la clasificación del conjunto hispalense para la Liga de Campeones. El 6 de junio de 2023, tras asegurar una cómoda permanencia para el Sevilla en la Liga, el club anunció la renovación de su contrato por un año más. Sin embargo, el 8 de octubre de 2023, fue destituido de su cargo debido a la mala racha de resultados (sólo consiguió 8 puntos de 27 posibles en las 9 primeras jornadas de Liga).
Olympiakos
En febrero de 2024, se comprometió con el Olympiakos de la Superliga de Grecia hasta el término de la temporada. Luego de una racha de buenos resultados, el club anunció su renovación hasta junio de 2025. Bajo su conducción, se clasifica a la final de la UEFA Conference League, donde el 29 de mayo de 2024 gana la final del torneo disputada en Atenas, ganando por 1-0 a la Fiorentina, logrando el primer título internacional del fútbol griego. El 10 de marzo de 2025, el club anunció una nueva renovación con el entrenador hasta junio de 2026. En la siguiente temporada, ganó su primera liga doméstica, logrando la hazaña a falta de tres jornadas y semanas más tarde obtuvo un doblete al conquistar también la Copa de Grecia.

## Clubes y estadísticas

### Como jugador
| Club            | País   | Año       | Partidos | Goles |
| --------------- | ------ | --------- | -------- | ----- |
| Bilbao Athletic | España | 1979-1982 | 110      | 15    |
| C. D. Logroñés  | España | 1982-1985 | 102      | 13    |
| Sestao Sport    | España | 1985-1993 | 282      | 36    |
| S. D. Lemona    | España | 1993-1994 | 33       | 5     |
| Total           | Total  | Total     | 527      | 69    |

### Como entrenador
| Equipo                    | Div.                | Temporada           | Liga  | Liga | Liga | Liga | Liga |       | Copa | Copa | Copa | Copa  |    | Internacional | Internacional | Internacional | Internacional | Internacional |   | Otros | Otros | Otros | Otros |     | Totales     | Totales | Totales | Totales | Totales | Totales | Totales | Totales |
| Equipo                    | Div.                | Temporada           | Part. | G    | E    | P    | Pos. | Part. | G    | E    | P    | Part. | G  | E             | P             | Pos.          | Part.         | G             | E | P     | Part. | G     | E     | P   | Rendimiento | GF      | GC      | Dif.    |         |         |         |         |
| ------------------------- | ------------------- | ------------------- | ----- | ---- | ---- | ---- | ---- | ----- | ---- | ---- | ---- | ----- | -- | ------------- | ------------- | ------------- | ------------- | ------------- | - | ----- | ----- | ----- | ----- | --- | ----------- | ------- | ------- | ------- | ------- | ------- | ------- | ------- |
| Arratia · España          | RP                  | 1994-95             | 38    | 16   | 8    | 14   | 7.º  | -     | -    | -    | -    | -     | -  | -             | -             | -             | -             | -             | - | -     | 38    | 16    | 8     | 14  | 49.13%      | 49      | 37      | +12     |         |         |         |         |
| Arratia · España          | RP                  | 1995-96             | 38    | 25   | 6    | 7    | 1.º  | -     | -    | -    | -    | -     | -  | -             | -             | -             | -             | -             | - | -     | 38    | 25    | 6     | 7   | 71.05%      | 77      | 30      | +47     |         |         |         |         |
| Arratia · España          | Total               | Total               | 76    | 41   | 14   | 21   | -    | -     | -    | -    | -    | -     | -  | -             | -             | -             | -             | -             | - | -     | 76    | 41    | 14    | 21  | 60.09%      | 126     | 67      | +59     |         |         |         |         |
| Basconia · España         | 3.ª                 | 1997-98             | 38    | 20   | 11   | 7    | 1.º  | -     | -    | -    | -    | -     | -  | -             | -             | -             | 6             | 5             | 1 | 0     | 44    | 25    | 12    | 7   | 65.91%      | 73      | 37      | +36     |         |         |         |         |
| Basconia · España         | 3.ª                 | 1998-99             | 38    | 14   | 15   | 9    | 7.º  | -     | -    | -    | -    | -     | -  | -             | -             | -             | -             | -             | - | -     | 38    | 14    | 15    | 9   | 50%         | 50      | 42      | +8      |         |         |         |         |
| Bilbao Athletic · España  | 2.ªB                | 1999-00             | 38    | 15   | 10   | 13   | 8.º  | -     | -    | -    | -    | -     | -  | -             | -             | -             | -             | -             | - | -     | 38    | 15    | 10    | 13  | 48.24%      | 45      | 35      | +10     |         |         |         |         |
| Bilbao Athletic · España  | Total               | Total               | 38    | 15   | 10   | 13   | -    | -     | -    | -    | -    | -     | -  | -             | -             | -             | -             | -             | - | -     | 38    | 15    | 10    | 13  | 48.24%      | 45      | 35      | +10     |         |         |         |         |
| Basconia · España         | 3.ª                 | 2000-01             | 38    | 16   | 8    | 14   | 6.º  | -     | -    | -    | -    | -     | -  | -             | -             | -             | -             | -             | - | -     | 38    | 16    | 8     | 14  | 49.13%      | 65      | 59      | +6      |         |         |         |         |
| Basconia · España         | Total               | Total               | 114   | 50   | 34   | 30   | -    | -     | -    | -    | -    | -     | -  | -             | -             | -             | 6             | 5             | 1 | 0     | 120   | 55    | 35    | 30  | 55.55%      | 188     | 138     | +50     |         |         |         |         |
| Aurrera Vitoria · España  | 2.ªB                | 2001-02             | 38    | 12   | 18   | 8    | 8.º  | -     | -    | -    | -    | -     | -  | -             | -             | -             | -             | -             | - | -     | 38    | 12    | 18    | 8   | 47.37%      | 38      | 33      | +5      |         |         |         |         |
| Aurrera Vitoria · España  | Total               | Total               | 38    | 12   | 18   | 8    | -    | -     | -    | -    | -    | -     | -  | -             | -             | -             | -             | -             | - | -     | 38    | 12    | 18    | 8   | 47.37%      | 38      | 33      | +5      |         |         |         |         |
| Lanzarote · España        | 2.ªB                | 2002-03             | 38    | 17   | 13   | 8    | 3.º  | 3     | 1    | 0    | 2    | -     | -  | -             | -             | -             | 6             | 0             | 1 | 5     | 47    | 18    | 14    | 15  | 48.23%      | 71      | 65      | +6      |         |         |         |         |
| Lanzarote · España        | 2.ªB                | 2003-04             | 38    | 19   | 9    | 10   | 1.º  | 4     | 2    | 0    | 2    | -     | -  | -             | -             | -             | 6             | 1             | 2 | 3     | 48    | 22    | 11    | 15  | 53.47%      | 74      | 45      | +29     |         |         |         |         |
| Lanzarote · España        | Total               | Total               | 76    | 36   | 22   | 18   | -    | 7     | 3    | 0    | 4    | -     | -  | -             | -             | -             | 12            | 1             | 3 | 8     | 95    | 40    | 25    | 30  | 50.88%      | 145     | 110     | +35     |         |         |         |         |
| Eibar · España            | 2.ª                 | 2004-05             | 42    | 20   | 13   | 9    | 4.º  | 1     | 0    | 1    | 0    | -     | -  | -             | -             | -             | -             | -             | - | -     | 43    | 20    | 14    | 9   | 57.36%      | 53      | 39      | +14     |         |         |         |         |
| Athletic Club · España    | 1.ª                 | 2005-06             | 10    | 1    | 3    | 6    | Inc. | 1     | 1    | 0    | 0    | -     | -  | -             | -             | -             | 2             | 1             | 0 | 1     | 13    | 3     | 3     | 7   | 30.77%      | 12      | 16      | -4      |         |         |         |         |
| Athletic Club · España    | Total               | Total               | 10    | 1    | 3    | 6    | -    | 1     | 1    | 0    | 0    | -     | -  | -             | -             | -             | 2             | 1             | 0 | 1     | 13    | 3     | 3     | 7   | 30.77%      | 12      | 16      | -4      |         |         |         |         |
| Real Valladolid · España  | 2.ª                 | 2006-07             | 42    | 26   | 10   | 6    | 1.º  | 8     | 6    | 1    | 1    | -     | -  | -             | -             | -             | -             | -             | - | -     | 50    | 32    | 11    | 7   | 71.33%      | 81      | 42      | +39     |         |         |         |         |
| Real Valladolid · España  | 1.ª                 | 2007-08             | 38    | 11   | 12   | 15   | 15.º | 4     | 1    | 3    | 0    | -     | -  | -             | -             | -             | -             | -             | - | -     | 42    | 12    | 15    | 15  | 46.03%      | 47      | 61      | -14     |         |         |         |         |
| Real Valladolid · España  | 1.ª                 | 2008-09             | 38    | 12   | 7    | 19   | 16.º | 4     | 2    | 1    | 1    | -     | -  | -             | -             | -             | -             | -             | - | -     | 42    | 14    | 8     | 20  | 39.68%      | 56      | 65      | -9      |         |         |         |         |
| Real Valladolid · España  | 1.ª                 | 2009-10             | 20    | 3    | 9    | 8    | Inc. | 2     | 1    | 0    | 1    | -     | -  | -             | -             | -             | -             | -             | - | -     | 22    | 4     | 9     | 9   | 31.82%      | 26      | 38      | -12     |         |         |         |         |
| Real Valladolid · España  | Total               | Total               | 138   | 52   | 38   | 48   | -    | 18    | 10   | 5    | 3    | -     | -  | -             | -             | -             | -             | -             | - | -     | 156   | 62    | 43    | 51  | 48.93%      | 210     | 206     | +4      |         |         |         |         |
| Osasuna · España          | 1.ª                 | 2010-11             | 15    | 8    | 1    | 6    | 9.º  | -     | -    | -    | -    | -     | -  | -             | -             | -             | -             | -             | - | -     | 15    | 8     | 1     | 6   | 55.55%      | 24      | 16      | +8      |         |         |         |         |
| Osasuna · España          | 1.ª                 | 2011-12             | 38    | 13   | 15   | 10   | 7.º  | 4     | 1    | 1    | 2    | -     | -  | -             | -             | -             | -             | -             | - | -     | 42    | 14    | 16    | 12  | 46.03%      | 49      | 69      | -20     |         |         |         |         |
| Osasuna · España          | 1.ª                 | 2012-13             | 38    | 10   | 9    | 19   | 16.º | 4     | 1    | 0    | 3    | -     | -  | -             | -             | -             | -             | -             | - | -     | 42    | 11    | 9     | 22  | 33.33%      | 36      | 55      | -19     |         |         |         |         |
| Osasuna · España          | 1.ª                 | 2013-14             | 3     | 0    | 0    | 3    | Inc. | -     | -    | -    | -    | -     | -  | -             | -             | -             | -             | -             | - | -     | 3     | 0     | 0     | 3   | 0%          | 1       | 7       | -6      |         |         |         |         |
| Osasuna · España          | Total               | Total               | 94    | 31   | 25   | 38   | -    | 8     | 2    | 1    | 5    | -     | -  | -             | -             | -             | -             | -             | - | -     | 102   | 33    | 26    | 43  | 40.85%      | 110     | 147     | -37     |         |         |         |         |
| Levante · España          | 1.ª                 | 2014-15             | 8     | 1    | 2    | 5    | Inc. | -     | -    | -    | -    | -     | -  | -             | -             | -             | -             | -             | - | -     | 8     | 1     | 2     | 5   | 20.83%      | 4       | 20      | -16     |         |         |         |         |
| Levante · España          | Total               | Total               | 8     | 1    | 2    | 5    | -    | -     | -    | -    | -    | -     | -  | -             | -             | -             | -             | -             | - | -     | 8     | 1     | 2     | 5   | 20.83%      | 4       | 20      | -16     |         |         |         |         |
| Eibar · España            | 1.ª                 | 2015-16             | 38    | 11   | 10   | 17   | 14.º | 4     | 1    | 0    | 3    | -     | -  | -             | -             | -             | -             | -             | - | -     | 42    | 12    | 10    | 20  | 36.51%      | 57      | 70      | -13     |         |         |         |         |
| Eibar · España            | 1.ª                 | 2016-17             | 38    | 15   | 9    | 14   | 10.º | 6     | 3    | 2    | 1    | -     | -  | -             | -             | -             | -             | -             | - | -     | 44    | 18    | 11    | 15  | 49.24%      | 66      | 58      | +8      |         |         |         |         |
| Eibar · España            | 1.ª                 | 2017-18             | 38    | 14   | 9    | 15   | 9.º  | 2     | 0    | 0    | 2    | -     | -  | -             | -             | -             | -             | -             | - | -     | 40    | 14    | 9     | 17  | 42.5%       | 45      | 53      | -8      |         |         |         |         |
| Eibar · España            | 1.ª                 | 2018-19             | 38    | 11   | 14   | 13   | 12.º | 2     | 0    | 1    | 1    | -     | -  | -             | -             | -             | -             | -             | - | -     | 40    | 11    | 15    | 14  | 40%         | 48      | 54      | -6      |         |         |         |         |
| Eibar · España            | 1.ª                 | 2019-20             | 38    | 11   | 9    | 18   | 14.º | 3     | 2    | 0    | 1    | -     | -  | -             | -             | -             | -             | -             | - | -     | 41    | 13    | 9     | 19  | 39.03%      | 47      | 60      | -13     |         |         |         |         |
| Eibar · España            | 1.ª                 | 2020-21             | 38    | 6    | 12   | 20   | 20.º | 3     | 2    | 0    | 1    | -     | -  | -             | -             | -             | -             | -             | - | -     | 41    | 8     | 12    | 21  | 29.27%      | 36      | 58      | -22     |         |         |         |         |
| Eibar · España            | Total               | Total               | 270   | 88   | 76   | 106  | -    | 21    | 8    | 4    | 9    | -     | -  | -             | -             | -             | -             | -             | - | -     | 291   | 96    | 80    | 115 | 42.15%      | 352     | 392     | -40     |         |         |         |         |
| Deportivo Alavés · España | 1.ª                 | 2021-22             | 12    | 1    | 4    | 7    | Inc. | -     | -    | -    | -    | -     | -  | -             | -             | -             | -             | -             | - | -     | 12    | 1     | 4     | 7   | 19.44%      | 9       | 23      | -14     |         |         |         |         |
| Deportivo Alavés · España | Total               | Total               | 12    | 1    | 4    | 7    | -    | -     | -    | -    | -    | -     | -  | -             | -             | -             | -             | -             | - | -     | 12    | 1     | 4     | 7   | 19.44%      | 9       | 23      | -14     |         |         |         |         |
| Sevilla · España          | 1.ª                 | 2022-23             | 12    | 6    | 3    | 3    | 12.º | -     | -    | -    | -    | 5     | 2  | 3             | 0             | 1.º           | -             | -             | - | -     | 17    | 8     | 6     | 3   | 58.82%      | 27      | 17      | +10     |         |         |         |         |
| Sevilla · España          | 1.ª                 | 2023-24             | 8     | 2    | 2    | 4    | Inc. | -     | -    | -    | -    | 2     | 0  | 2             | 0             | Inc.          | 1             | 0             | 1 | 0     | 11    | 2     | 5     | 4   | 33.33%      | 17      | 16      | +1      |         |         |         |         |
| Sevilla · España          | Total               | Total               | 20    | 8    | 5    | 7    | -    | -     | -    | -    | -    | 7     | 2  | 5             | 0             | -             | 1             | 0             | 1 | 0     | 28    | 10    | 11    | 7   | 48.81%      | 44      | 33      | +11     |         |         |         |         |
| Olympiacos · Grecia       | 1.ª                 | 2023-24             | 14    | 9    | 2    | 3    | 3.º  | -     | -    | -    | -    | 9     | 7  | 0             | 2             | 1.º           | -             | -             | - | -     | 23    | 16    | 2     | 5   | 72.47%      | 50      | 25      | +25     |         |         |         |         |
| Olympiacos · Grecia       | 1.ª                 | 2024-25             | 32    | 23   | 6    | 3    | 1.º  | 7     | 4    | 2    | 1    | 10    | 5  | 3             | 2             | 1/8           | -             | -             | - | -     | 49    | 32    | 11    | 6   | 72.79%      | 81      | 33      | +48     |         |         |         |         |
| Olympiacos · Grecia       | 1.ª                 | 2025-26             | 0     | 0    | 0    | 0    | -    | 0     | 0    | 0    | 0    | 0     | 0  | 0             | 0             | -             | -             | -             | - | -     | 0     | 0     | 0     | 0   | 0%          | 0       | 0       | +0      |         |         |         |         |
| Olympiacos · Grecia       | Total               | Total               | 46    | 32   | 8    | 6    | -    | 7     | 4    | 2    | 1    | 19    | 12 | 3             | 4             | -             | -             | -             | - | -     | 72    | 48    | 13    | 11  | 72.69%      | 131     | 58      | +73     |         |         |         |         |
| Total en su carrera       | Total en su carrera | Total en su carrera | 941   | 369  | 259  | 313  | -    | 61    | 27   | 12   | 22   | 26    | 14 | 8             | 4             | -             | 21            | 7             | 5 | 9     | 1049  | 417   | 284   | 348 | 48.77%      | 1424    | 1278    | +146    |         |         |         |         |
| 1. 2. 3.                  |                     |                     |       |      |      |      |      |       |      |      |      |       |    |               |               |               |               |               |   |       |       |       |       |     |             |         |         |         |         |         |         |         |

#### Resumen por competiciones
| Competición                       | Partidos | Ganados | Empatados | Perdidos | %      | Resultado        |
| --------------------------------- | -------- | ------- | --------- | -------- | ------ | ---------------- |
| Territorial Preferente de Vizcaya | 76       | 41      | 14        | 21       | 60.09% | Campeón          |
| Tercera División de España        | 120      | 55      | 35        | 30       | 55.55% | Campeón          |
| Segunda División B de España      | 164      | 64      | 53        | 47       | 49.79% | Campeón          |
| Segunda División de España        | 84       | 46      | 23        | 15       | 63.89% | Campeón          |
| LaLiga                            | 468      | 136     | 130       | 202      | 38.32% | 7.º lugar        |
| Copa del Rey                      | 55       | 24      | 10        | 21       | 49.7%  | Cuartos de final |
| Superliga de Grecia               | 46       | 32      | 8         | 6        | 75.37% | Campeón          |
| Copa de Grecia                    | 7        | 4       | 2         | 1        | 66.66% | Campeón          |
| Liga de Campeones de la UEFA      | 2        | 0       | 2         | 0        | 33.33% | Fase de grupos   |
| Liga Europa de la UEFA            | 14       | 7       | 6         | 1        | 64.29% | Campeón          |
| Liga Conferencia de la UEFA       | 10       | 7       | 0         | 3        | 70%    | Campeón          |
| Copa Intertoto de la UEFA         | 2        | 1       | 0         | 1        | 50%    | Segunda ronda    |
| Supercopa de la UEFA              | 1        | 0       | 1         | 0        | 33.33% | Subcampeón       |
| TOTAL                             | 1049     | 417     | 284       | 348      | 48.77% | 8 Títulos        |

## Palmarés como entrenador

### Campeonatos nacionales
| Título                      | Equipo           | País   | Año  |
| --------------------------- | ---------------- | ------ | ---- |
| Liga de Regional Preferente | C. D. Arratia    | España | 1996 |
| Tercera División de España  | C. D. Basconia   | España | 1998 |
| Liga de Segunda División B  | U. D. Lanzarote  | España | 2004 |
| Segunda División de España  | Real Valladolid  | España | 2007 |
| Superliga de Grecia         | Olympiakos F. C. | Grecia | 2025 |
| Copa de Grecia              | Olympiakos F. C. | Grecia | 2025 |

### Campeonatos internacionales
| Título                      | Equipo           | Sede    | Año  |
| --------------------------- | ---------------- | ------- | ---- |
| Liga Europa de la UEFA      | Sevilla F. C.    | Hungría | 2023 |
| Liga Conferencia de la UEFA | Olympiakos F. C. | Atenas  | 2024 |

### Distinciones individuales
| Distinción                                        | Año     |
| ------------------------------------------------- | ------- |
| Trofeo Miguel Muñoz (Mejor entrenador de la Liga) | 2016-17 |

## Peña deportiva
Desde el 24 de mayo de 2009 una peña de animación del Real Valladolid fue denominada en su honor.